# (4210) Isobelthompson
(4210) Isobelthompson ist ein Hauptgürtelasteroid, der am 21. Februar 1987 von Henri Debehogne von der Europäischen Südsternwarte aus entdeckt wurde.
Der Asteroid wurde am 19. Februar 2006 nach der britischen Archäologin Isobel Thompson benannt.